# Гуркіт землі
Гуркіт землі (англ. Thunderground) — американо-канадський пригодницький бойовик 1989 року.

## Сюжет
Чоловік борець об'єднується з жінкою, яка хоче використовувати його, щоб поліпшити своє фінансове становище. Вони укладають договір і вирушають до Нового Орлеана, щоб провести матч з бійцем на прізвисько «Людина» — загадковим королем нещадного боксу. Там немає ніяких правил, один перемагає, коли інший помирає.

## У ролях
| Актор             | Роль             |
| ----------------- | ---------------- |
| Майкл Коупмен     | Коді             |
| Пол Куфос         | Птах             |
| Піт Демпстер      | Рубарб           |
| Майкл Айронсайд   |                  |
| Донні Лалонд      | священик         |
| Маргарет Ленгрік  | Кейсі            |
| Кеннет В. Робертс | Кук              |
| Вільям Сандерсон  | Людина-щур       |
| Рік Сарабіа       | Місячний пес     |
| Майкл Шерер       | Джимбо           |
| Воррен Ван Евера  | Червоний Вершник |
| Джессі Вентура    | Людина           |
| М. Еммет Волш     | Веджі            |